# Джордано-Бруно, Анна
Анна Джордано-Бруно (итал. Anna Giordano Bruno; род. 13 декабря 1980, Сан-Вито-аль-Тальяменто, Фриули-Венеция-Джулия) — итальянская легкоатлетка, специалистка по прыжкам с шестом. Выступала за сборную Италии по лёгкой атлетике в 2006—2012 годах, обладательница бронзовой медали Средиземноморских игр, многократная победительница и призёрка первенств национального значения, действующая рекордсменка Италии в прыжках с шестом на открытом стадионе, участница ряда крупных международных турниров, в том числе чемпионатов мира 2009 года в Берлине и 2011 года в Тэгу.

## Биография
Анна Джордано-Бруно родилась 13 декабря 1980 года в коммуне Сан-Вито-аль-Тальяменто, автономная область Фриули — Венеция-Джулия. Детство провела в Триесте.
Занималась прыжками с шестом с юных лет, в 2002 году впервые преодолела отметку в 4 метра, но затем её результаты на некоторое время перестали расти.
В 2004 году окончила Университет Удине, получив степень в области математики. Позже здесь же получила степень доктора философии по математике, после чего занималась научной работой в Падуанском университете.
В 2005 году начала сотрудничать со словенским тренером Игорем Лапайне, и с этого момента её результаты резко пошли вверх, в частности она выиграла зимний чемпионат Италии в прыжках с шестом.
Впервые заявила о себе на международном уровне в сезоне 2006 года, когда вошла в состав итальянской национальной сборной и выступила в первой лиге Кубка Европы в Праге, где стала пятой, и стартовала на чемпионате Европы в Гётеборге.
В 2007 году одержала победу на чемпионате Италии в Падуе.
В 2008 году была лучшей на чемпионате Италии в Кальяри.
В 2009 году участвовала в зимнем чемпионате Европы в Турине, но провалила здесь все три попытки и не показала никакого результата. Помимо этого, стала девятой на командном чемпионате Европы в Лейрии, завоевала бронзовую медаль на Средиземноморских играх в Пескаре, победила на чемпионате Италии в Милане, установив при этом действующий поныне национальный рекорд — 4,60 метра. Отметилась выступлением на чемпионате мира в Берлине.
В 2011 году выиграла чемпионат Италии в Турине, принимала участие в чемпионате Европы в помещении в Париже и в чемпионате мира в Тэгу.
Сезон 2012 года оказался последним в спортивной карьере Джордано-Бруно, она добавила в послужной список победы на зимнем и летнем чемпионатах Италии. Выполнив необходимые квалификационные нормативы, должна была участвовать в чемпионате Европы в Хельсинки и в Олимпийских играх в Лондоне, но в итоге из-за недостатка финансирования не смогла принять участие в этих соревнованиях и в декабре объявила об уходе из спорта, решив сосредоточиться на преподавательской деятельности в Университете Удине.